# Las Dębowiec
Las Dębowiec este o arie protejată (sit de importanță comunitară — SCI) din Polonia întinsă pe o suprafață de 47,04 ha, integral pe uscat.

## Localizare
Centrul sitului Las Dębowiec este situat la coordonatele 50°54′58″N 19°43′46″E / 50.916°N 19.7294°E.

## Înființare
Situl Las Dębowiec a fost declarat sit de importanță comunitară în octombrie 2009 pentru a proteja un număr necunoscut de specii din flora spontană și fauna sălbatică aflate în arealul zonei.

## Biodiversitate
Situată în ecoregiunea continentală, aria protejată conține 4 habitate naturale: Pajiști cu Molinia pe soluri calcaroase, turboase sau argilos-nămoloase (Molinion caeruleae), Păduri de stejar și carpen Galio-Carpinetum, Păduri aluvionare cu Alnus glutinosa și Fraxinus excelsior (Alno-Padion, Alnion incanae, Salicion albae), Păduri mixte riverane de Quercus robur, Ulmus laevis și Ulmus minor, Fraxinus excelsior sau Fraxinus angustifolia, de-a lungul marilor râuri (Ulmenion minoris).
La baza desemnării sitului se află un număr nedeclarat de specii protejate.